# Ceutorhynchus punctiger
Ceutorhynchus punctiger är en skalbaggsart som först beskrevs av Sahlberg 1835.  Ceutorhynchus punctiger ingår i släktet Ceutorhynchus, och familjen vivlar. Arten är reproducerande i Sverige.